# 约翰·辛格·萨金特
约翰·辛格·萨金特（英語：John Singer Sargent，1856年1月12日—1925年4月14日），美国艺术家，因为描绘了爱德华时代的奢华，所以是“当时的领军肖像画家”。他在一生中创作了900幅油画，2,000多幅水彩画，以及无数幅素描画、炭笔画。他的画作描绘了他游历世界各地时的所见见闻。据说，萨金特是中国油画之父李铁夫在美国学画时的老师。
萨金特的父母皆为美国人。不过，他迁居伦敦之前，都在巴黎接受训练。萨金特在绘画肖像方面享有美名，不过，他的声誉也并非完全没有非议，他也曾经遭受批评。他早期在巴黎沙龙展出的画作X夫人肖像就引发了丑闻。萨金特的绘画技巧，尤其是他后来被人推崇备至的笔触，在一开始就显得相当出色。他的肖像画带有雄伟风格，而非正式的手稿和风景画，则可以看到印象主义的影响。萨金特进入晚年后，开始对肖像画创作的规条产生矛盾情感。他转向壁画和外光主义画作创作。萨金特大半生都在欧洲渡过。

## 早年
萨金特的父亲菲茨威廉（FitzWilliam）在他出生之前是威尔眼科医院（Wills Eye Hospital）的医生。萨金特的姊妹在早夭后，他的母亲玛丽（Mary）精神开始出现问题，决定与丈夫一起到海外修养。夫妇在余生都一直过着漂泊的生活。两人以巴黎为基地，随季节迁居法国、德国、意大利和瑞士的海滨和山间胜地。玛丽怀有萨金特后，夫妇二人在意大利佛罗伦萨逗留了一段时间，因为当时流行霍乱。1856年，他在此地出生。次年，菲茨威廉在萨金特的姊妹玛丽出生后，辞去医生职务，与妻子一起留在海外生活。两人依靠一笔不多的遗产和积蓄，和子女一起过简单的生活。夫妇避开社交圈，避见其他美国人，只接见艺术界的朋友。此后，玛丽又为丈夫陆续诞下了四个子女，不过，当中只有两人没有早夭。
萨金特儿时十分好动，喜欢户外活动。他的父亲称“他仔细观察生气蓬勃的大自然”。萨金特的母亲深信，他在游历欧洲，参观博物馆、教堂时，会受到满意的教育。他的母亲是一个业余艺术家，而他的父亲则是一个嫻熟医学插画家。萨金特的父母计划过让他入读学校。不过这一计划直都没有实现，主要是因为他们一家居无定所。他的母亲给他一本写生本，鼓励他将所见所闻画下来。萨金特对绘画十分投入，最喜欢攀倫敦新聞畫報的船只图画。他也很喜欢画素描风景画。萨金特的父亲见他对船只和海洋有兴趣，就觉得他未来可能会在海军发展。
萨金特13岁时，他的母亲称他“素描很好，而且看得很快很准。如果我们负担得起，让他接受训练的话，他很快就会变成一个小艺术家”。这时他开始师从德国风景画家卡尔·韦尔施（Carl Welsch），学习水彩画。萨金特虽然没有接受过完整的教育，但是成年后却有甚高的文学修养，是一个眼光广阔的人，在美术、音乐和文学方面都有一定鉴赏能力。除此之外，他还精通法文、意文和德文。十七岁时，萨金特像他的母亲，任性、好奇、坚决、坚强，又像他的父亲，内向、慷慨、温和。他对大师的画作如数家珍，曾亲眼观察过不少经典作品，正如他自己在1874年所写的一样：“我在威尼斯研究美术，非常钦敬丁托列托，认为他仅次于米开朗基罗和提香”。

## 训练

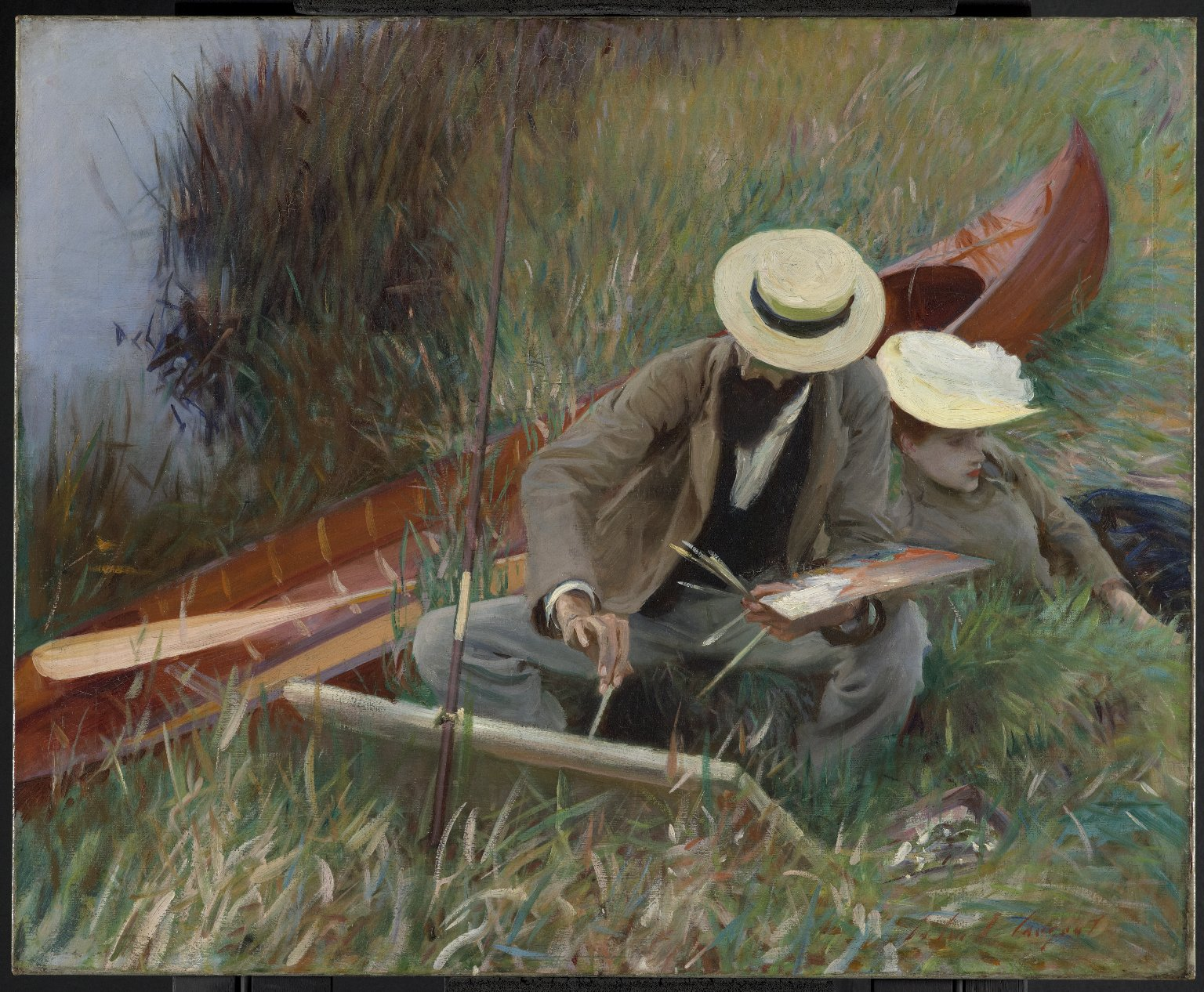
保罗·凯撒·埃勒与妻子一起作画，绘于1889年，藏于布鲁克林博物馆。

萨金特到佛罗伦萨求学，未有成功，因为当地的学院正在重组。回到巴黎后，他师从迅速成名的肖像画家卡罗勒斯-杜兰（Carolus-Duran），学习美术。杜兰作画的技巧大胆，教学方法前卫，萨金特在1874年至1878年间，深受他的影响。
1874年，萨金特通过法國美術學院的宗教考试，进入这间首屈一指的学校。他在学术绘画的同时，也学习了解剖和透视。萨金特深造期间，获得过银奖。他也用了不少时间自学，在博物馆攀前人的画作。萨金特和詹姆斯·卡罗尔·贝克威思（James Carroll Beckwith）共用一间画室。他与贝克威思结为好友，并且通过他和其他侨居海外的美国艺术家保持联络。萨金特也曾经师从莱昂·博纳（Léon Bonnat）。
卡罗勒斯-杜兰的画室既前卫又传统，要求学徒仔细绘画、上底色，一次性用染有颜色的画笔在帆布上面直接完成作品（Alla Prima）。使用这一方法作画，调色要妥善。这一方法令过剩的颜色不会沾染到底稿。教授过托马斯·伊肯斯（Thomas Eakins）和朱利安·奥尔登·威尔（Julian Alden Weir）的讓-里奧·傑洛姆所使用的方法，与杜兰大为不同。
萨金特是出众的学生。威尔在1874年结识了他，并留意到他是“自己最有天分同僚之一；绘画有经典作品风格，色彩也运用得相当好。”萨金特精通法文，技巧超群，迅速成为广受钦敬的人物。他通过保罗·凯撒·埃勒（Paul César Helleu）结识了很多艺术界的巨人，如埃德加·德加、奥古斯特·罗丹、克洛德·莫奈和詹姆斯·惠斯勒。
萨金特最初对风景画，而不是肖像画最有热情。他留下了众多山丘、海洋和建筑的素描画。杜兰将他引向了肖像画创作的方向。艺术界当时仍然认为，创作历史画地位更加崇高。不过，画家比较难接到历史画订单。而且，画肖像画是发展艺术事业的最佳途径，可以在巴黎沙龙（Salon de Paris）展出自己的作品，取得订单，维持生计。
1877年，萨金特为朋友范尼·瓦特（Fanny Watts）画了第一幅重要的肖像画。这也是他第一幅在沙龙展出的作品。人物处理得特别妥当的姿势，受到公众注意。萨金特第二幅在沙龙展出的作品是印象主义画作康卡爾採蚝者（Oyster Gatherers of Cançale）。画作有两个副本，其中一个副本运回美国展出。两个副本都得到了正面的评价。

## 早期生涯

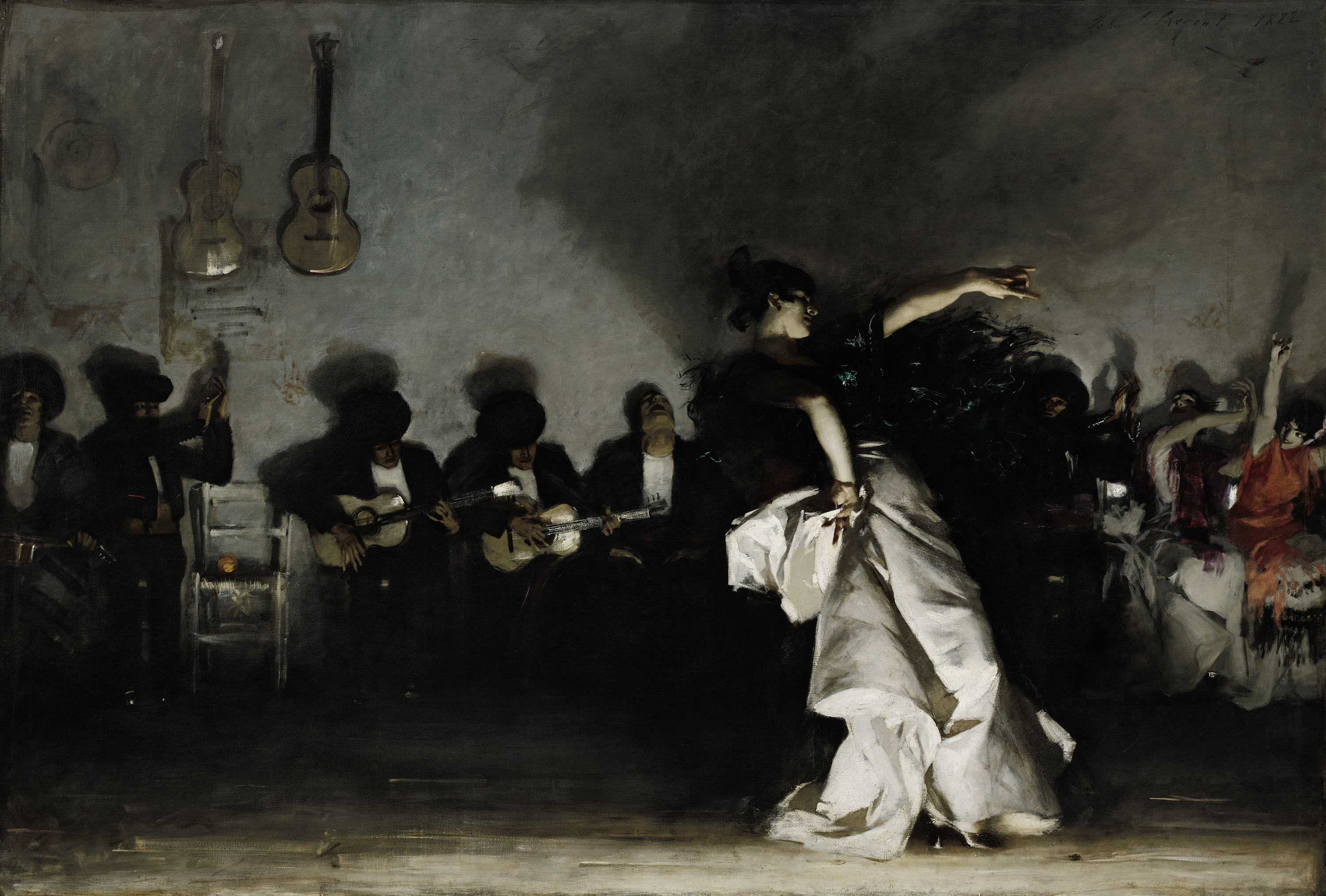
El Jaleo，绘于1882年，藏于伊莎貝拉嘉納藝術博物館。

1879年，时年23岁的萨金特为杜兰画了一幅肖像。这幅出色的作品得到了应有的评价，令他走向了肖像画创作。在沙龙展示这幅画，既是为了展示敬意，也是为了招揽顾客。亨利·詹姆斯评论道，这时处于关键阶段的他，画出了出众的作品。
离开杜兰的画室后，萨金特到了西班牙参观。他带着热情仔细研究委拉斯開茲的作品，学习大师的技巧。萨金特也在行程中吸收灵感。他在行程中受西班牙音乐和舞蹈所吸引。萨金特的音乐天赋也在行程中被所见所闻唤醒，他将无形转化为有形，画下了早期的大师之作El Jaleo。他是一个灵巧的伴奏者，所以，音乐在此以后仍然是他社交生活的一大部分。萨金特支持当时的音乐作曲家，尤其是加布里埃爾·佛瑞。他此后又到了意大利，画了一些素描和油画。萨金特在描绘威尼斯街头景象的类型油画中，准确地捕抓到人物的手势和姿势，对他日后画肖像画相当有利。
萨金特返回法国后，迅速接到肖像画订单。他的生涯由此展开。萨金特立即展现出自己的集中力和持久力，他凭着这两种力量，在接下来的二十几年里，持续不断地作画。他在没有接到订单的时候，会主动为朋友和同僚作画。萨金特的翩翩风度、流利法文、精湛技巧令他脱颖而出，名气急速上升。他对自己信心十足，将定价设得很高，而且会拒绝为他不满意的顾客作画。

## 作品

### 肖像画

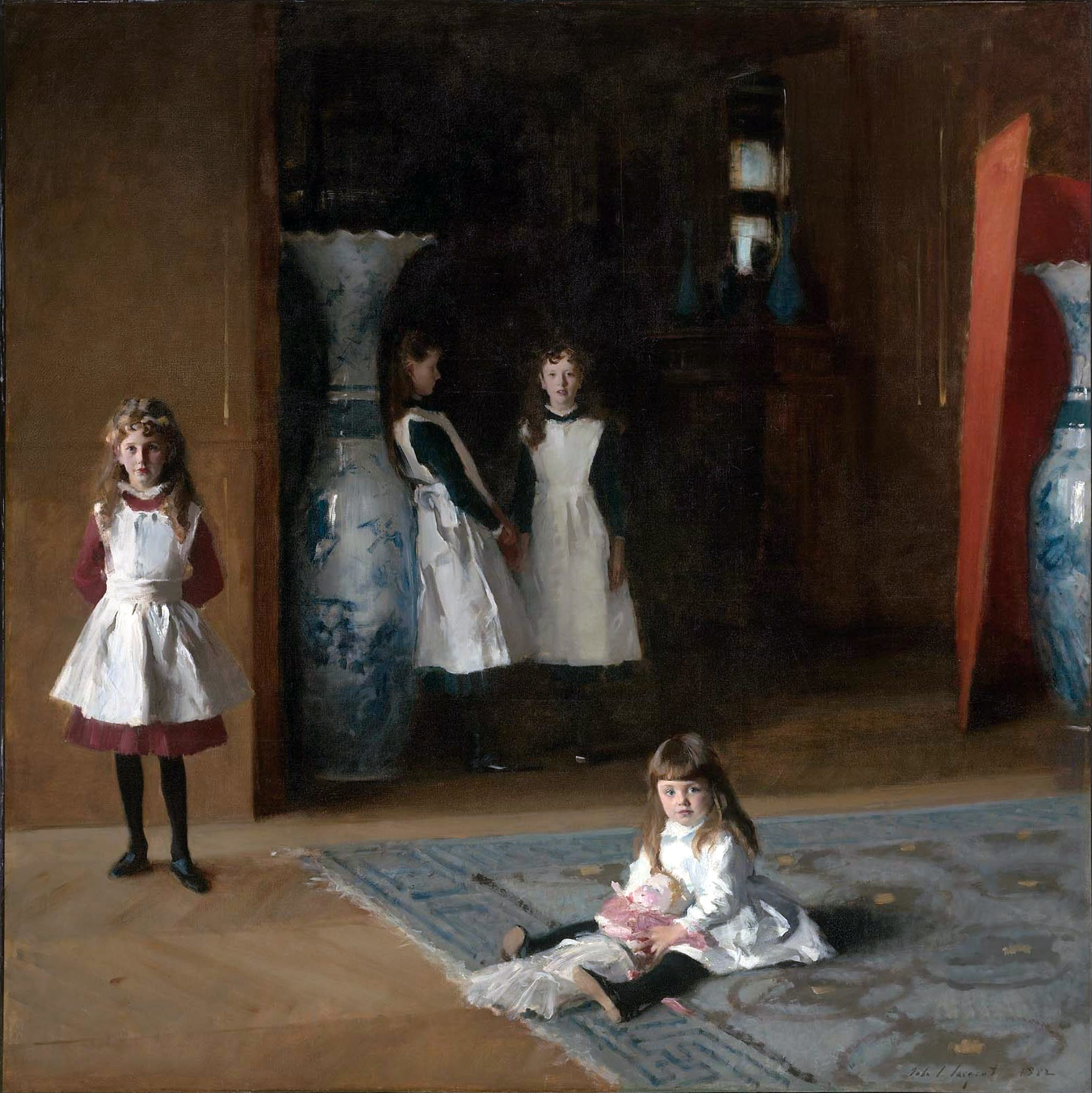
爱德华·达里·博伊特的女儿，绘于1882年，藏于波士顿美术馆。

19世纪80年代，萨金特的作品，大部分都是女性的肖像，经常于沙龙展出。这些作品包括外光主义（En plein air）作品爱德华·帕耶龙夫人（Madame Edouard Pailleron）和拉蒙·苏韦卡索夫人（Madame Ramón Subercaseaux）。他的作品继续获得正面评价。
萨金特的最佳肖像揭示了人物的性格。钦敬他的人认为，在这一方面，只有委拉斯開茲可以和他相提并论。他1882年的作品爱德华·达里·博伊特的女儿的内景，就与宫女的内景互相呼应。萨金特和以往一样，用不同的方法迎接新挑战。他用非同寻常的构图和光源，营造新效果。萨金特在这一时期内最受欢迎的作品是夏洛特·布克哈特（Charlotte Burckhardt）的肖像手持玫瑰的女士（The Lady with the Rose）。
他当时最具争议性的作品，X夫人肖像（Portrait of Madame X）现在已经被认定为他最佳的作品之一。萨金特本人也在1915年说：“我想这是我做得最好的事情。”这个作品在沙龙展出的时候，却得到了负面的评价，促使了他迁居伦敦。萨金特仍然保持自信，试图再进行一次类似的实验，但是，事与愿违。X夫人肖像并不是有画中人皮耶·高鲁特夫人所订购的，相反，是萨金特本人主动提出创作的。他对有人写道：“我很有兴趣为她作像，而且觉得他会接受我的请求。我正在等人向她的美貌表达敬意...你可以对她说我是一个拥有惊人天赋的人。”

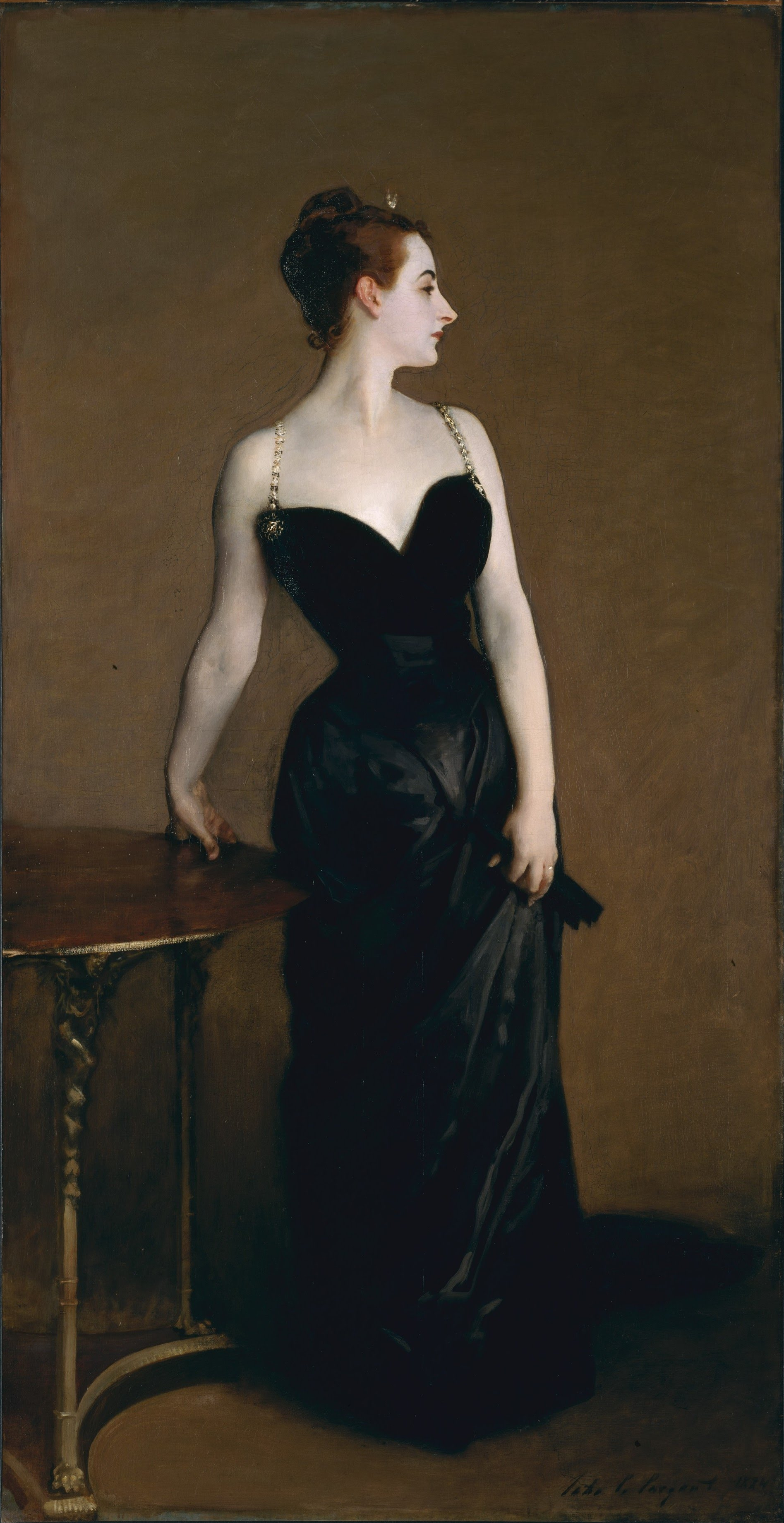
X夫人肖像。绘于1884年，藏于大都会艺术博物馆。

他用了一年時間來完成畫作。高魯特夫人在畫作最初的版本中，身上塗著白粉，穿著低胸裙，傲慢地抬起頭。暴露的粉肩令画作顯得更加大膽，性感。這幅畫作在展出時震撼了巴黎沙龍，引發了醜聞。薩金特企圖通過修改畫作，來進行補救，不過，無補於事。他在1885年對埃德蒙·戈斯（Edmund Gosse）說，他準備封筆投入音乐界或者是商界。
在X夫人丑闻的发生之前，萨金特曾为卡普里岛的罗西娜·费拉拉（Rosina Ferrara）、西班牙的卡梅拉·伯塔娜（Carmela Bertagna）等异域美女作画，不过他没有计划靠她们的画作取得名气。在迁居伦敦后，萨金特一直将X夫人肖像摆放在工作室显眼的地方。1916年，他在高魯特夫人逝世几个月后，向大都会艺术博物馆出售了作品。
在迁居英国之前，萨金特向皇家艺术研究院呈交了多件作品，包括家中的波齐博士（Dr. Pozzi at Home）和亨利·怀特夫人（Mrs. Henry White），作展览之用。前者是一幅华丽的男性全身肖像，色调以红色为主。后者则是一幅相对传统的肖像。接踵而来的订单令他在1886年完全迁居伦敦。早在X夫人丑闻发生之前的1882年，他就考虑过迁居伦敦，原因是他的朋友亨利·詹姆斯当时不断催促他这样做。由此看来他迁居伦敦只是时间问题。
起初，英国批评家对他的态度并不温和。他们批评他“巧妙”的“法国化”油漆处理。其中一人在鉴赏了他的亨利·怀特夫人（Mrs. Henry White）之后，称他的技巧“僵硬”、“如同金属”，“在表达、抒发或表现法方面没有品味”。不过，他很快就通过亨利·怀特夫人争取到不少英国艺术赞助者和批评家的钦敬。亨利·詹姆斯也尽自己所能推动他的事业。
萨金特很多时候都在乡间，而非工作室作画。1885年，他到吉維尼探访克洛德·莫奈，并为他和他的新婚妻子作了一幅极具印象主义风格的肖像。萨金特虽然不是印象主义画家，但是，也在作画时使用印象主义手法。在克洛德·莫奈在林边作画（Claude Monet Painting at the Edge of a Wood）这件作品中，他就用了具有他个人风格的印象主义手法作画。他在19世纪80年代开始参加印象主义画家画展，并且用外光主义（El plein air）的方法作画。萨金特在这段时期里，买了四幅莫奈的画，作私人收藏用途。
萨金特用相同的手法为另一位朋友保罗·凯撒·埃勒（Paul César Helleu）作了画像。有学者发现了一幅与之相近相片，并且推测他是根据这幅相片作画的。1884年，萨金特通过埃勒结识了著名的法国雕塑家奥古斯特·罗丹，并且又为他作了一幅画，罗丹在画中显得相当忧郁，让人想起另一位画家湯姆·艾金斯。虽然英国批评家认为他是印象派成员，但是，真正印象派对他的意见正好相反。正如莫奈所言：“他不是我们所称的那种印象派画家，卡罗勒斯-杜兰对他的影响太深。”

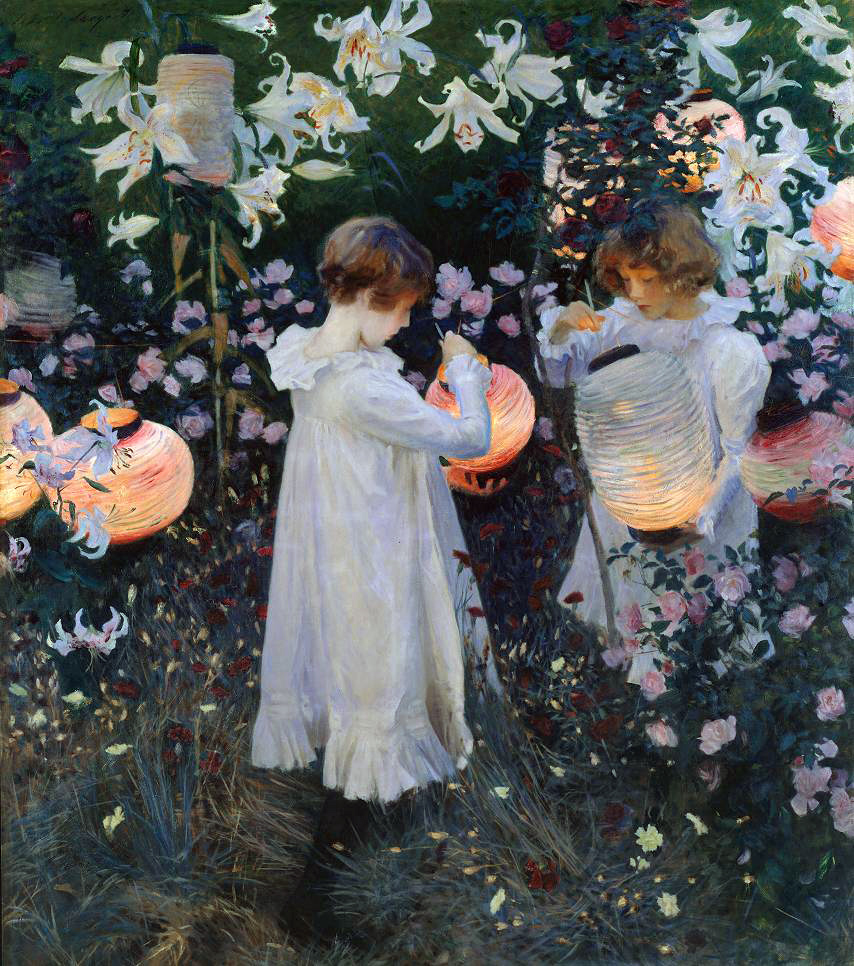
康乃馨、百合、百合、玫瑰。绘于1885年，藏于泰特不列颠。

1887年，萨金特首次获得重要成果。他在皇家艺术研究院展出的康乃馨、百合、百合、玫瑰（Carnation, Lily, Lily, Rose）被泰特美术馆即使买下。这幅画是一幅大型画作，描绘的是在科茨沃尔德百老汇（Broadway）的一个花园里面点灯笼的两个女童。
1877年，萨金特返回美国。在此期间，他曾到访过纽约和波士顿，并且收到超过20个重要订单，当中包括著名波士顿艺术赞助人伊莎贝拉·斯图尔特·加德纳（Isabella Stewart Gardner）的肖像。萨金特为纽约商人之妻艾德里安·艾斯林夫人（Mrs. Adrian Iselin）所作的肖像，是一件体现了他洞察力的作品，他在画中揭示了人物的性格。他到访波士顿期间，有人在当地为他举办了一场个人画展，展出了22件他的作品。
回到伦敦后，萨金特又开始繁忙起来。他好像其他大师级肖像画作家一样，建立了自己的工作步骤。在经过会谈，得到订单之后，他会到客户的家中，了解作品悬挂的位置。他经常会在衣柜中为客户挑选合适的服装。他有时会在客户家中作画，不过，大多数时候他还是会在自己的工作室里面作画。他的工作室有各种各样家具和背景物料供他选择。他通常要求客户摆出姿势10到8次，不过他会尽力在一次以内，抓住人物的面部特征。他在作画期间，会一直和客户谈话，舒缓客户的紧张，在休息期间，还会为客户谈钢琴。萨金特绝少起草，通常会直接用油料作画。作品完成后，他会选择一个合适的画框。
萨金特并没有助手。他亲自打理所有事务，比如说准备画布，扫上光油，安排拍照，安排运输以及作出记录。他的肖像售价为5,000美元，相当于今日的130,000美元。部分美国客户特地到伦敦让萨金特为他们作画。

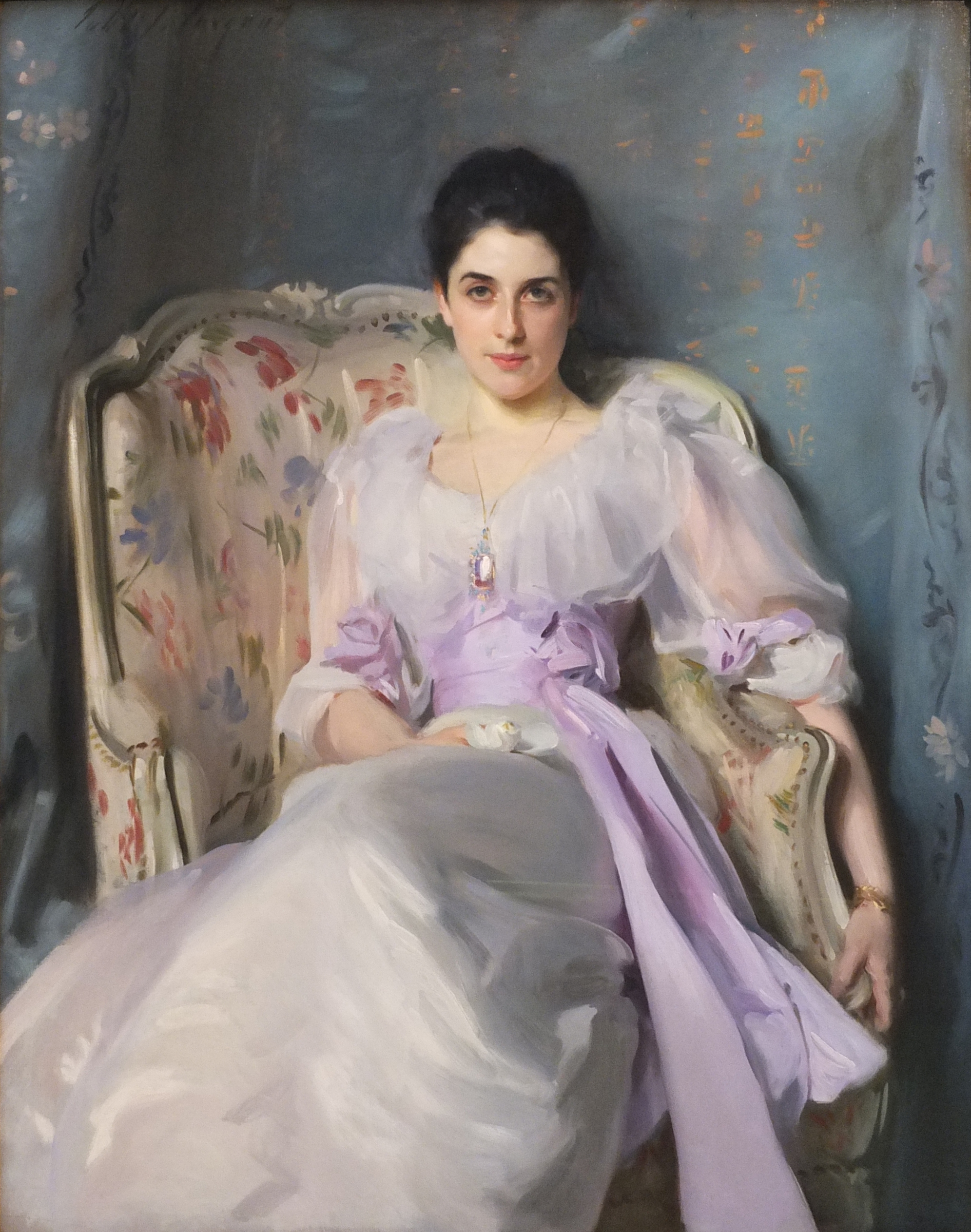
洛克农的阿格纽爵士夫人，绘于1892年，藏于苏格兰国家美术馆。

萨金特在1890年左右自愿为演员艾伦·泰瑞（Ellen Terry）和舞蹈家La Carmencita作了画像，作展览之用。他获得皇家艺术研究院选为会员，并在三年后正式成为会士。他在这十年内，每年平均接到14个订单。他这一时期最出色的作品是洛克农的阿格纽爵士夫人（Lady Agnew of Lochnaw）。他为伦敦社交盟主休·哈默斯利夫人（Mrs. Hugh Hammersley）所作的画也因为栩栩如生而获得好评。身为一个雄伟风格的画家，他有无可比拟的成就。他笔下的画中人立即变得崇高，并且充满活力。他被称为”当代范·戴克。”他虽然侨居海外，但是，也会不时回到美国以满足顾客的要求。
萨金特为罗伯特·路易斯·史蒂文森画了三幅一系列的画作，第二幅画作最为著名。他也为美国总统西奥多·罗斯福、伍德罗·威尔逊画了肖像。
富裕犹太艺术品商人阿舍·韦尔泰梅（Asher Wertheimer）委托萨金特为他的家人作画。他是对萨金特下最多订单的顾客。可以由这些作品中看出萨金特与韦尔泰梅是相熟的朋友。国家美术馆在韦尔泰梅逝世后接收了大部分画作。1888年，萨金特为康内留斯·范德比尔特的重孫女爱丽丝·范德比尔特·谢泼德（Alice Vanderbilt Shepard）画了一幅画像。不少萨金特的重要作品都藏于美国的艺术博物馆。
1900年，萨金特的名气处于高峰。麥克斯·畢爾邦爵士也在这时画了第一幅他的讽刺画，令他大腹便便的形象深入人心。萨金特开始游历各地，减少作肖像画。但是，他当时并不年老，只有四十多岁。他为画家拉尔夫·柯蒂斯（Ralph Curtis）一家所作的威尼斯内景（An Interior in Venice）取得了巨大的成功。不过，另一名画家 - 詹姆斯·惠斯勒并不欣赏他的作品，认为他松散的笔触是“到处乱涂”。萨金特最后一幅以炫耀的风格完成的作品，是在1902年为里布爾斯代爾勋爵（Lord Ribblesdale）所作的肖像。画中里布爾斯代爾勋爵衣冠楚楚，身着一件优雅的猎装。1900年至1907年之间，萨金特产出作品数量虽然有所下降，但仍然有多幅油画肖像和百多幅铅笔画肖像。
1907年，时年51岁的萨金特正式关闭自己的工作室。他声称自己放下了重担：“如果不用一边与人说话，一边作画的话，创作肖像将会是一件相当有趣的事情...招呼顾客并且强作欢颜简直是一种滋扰。”萨金特在同年受烏菲茲美術館邀请，画了最后一幅自画像。

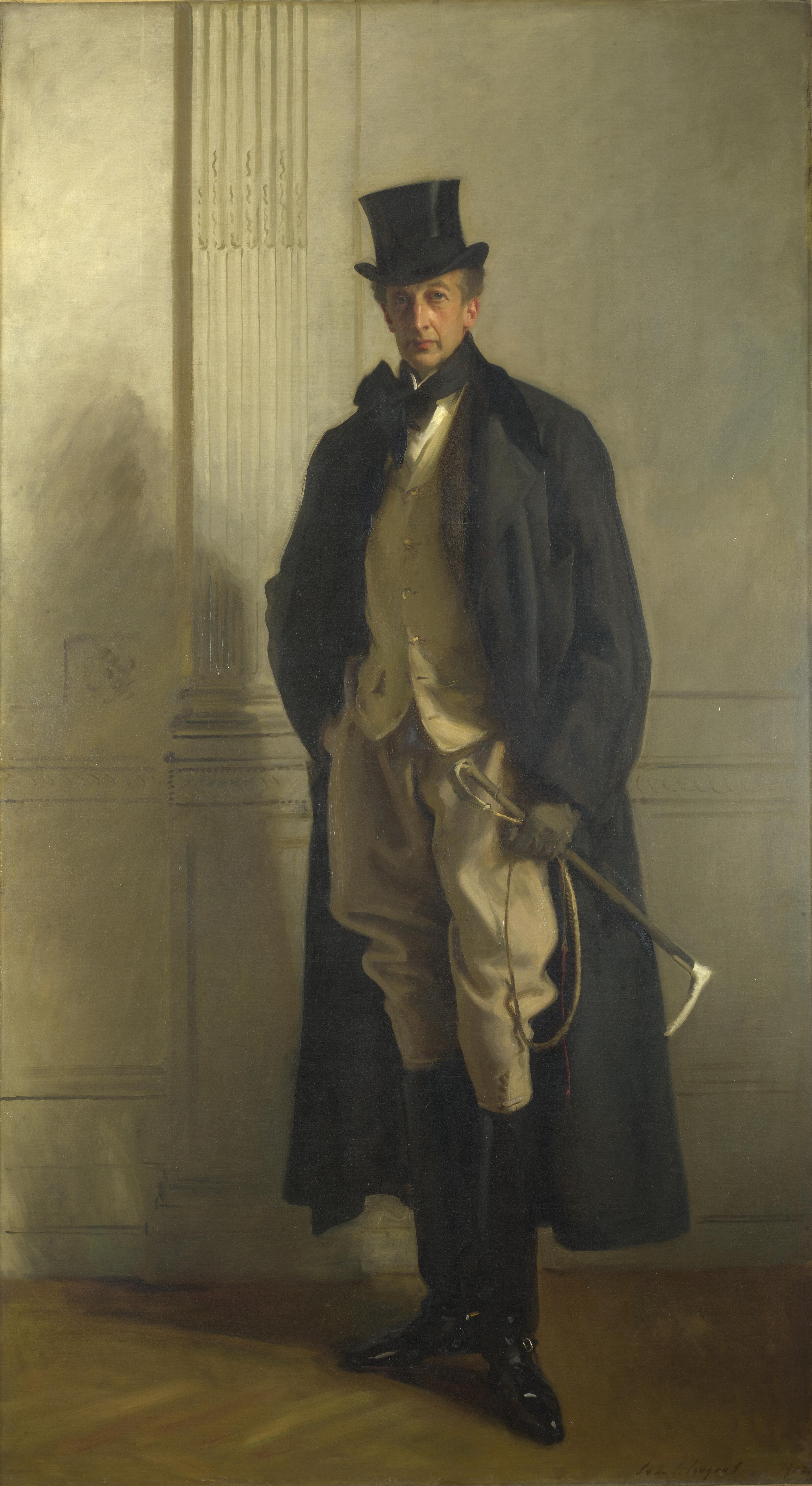
里布爾斯代爾勋爵。绘于1902年，藏于国家美术馆。

萨金特厌倦了创作肖像画后，开始创作建筑和风景画。1906年，他到访罗马，在圣道明圣西斯笃堂前面画了数幅外墙楼梯、欄杆的油画和铅笔画。教堂的双重楼梯建于1654年，由奥拉齐奥·托里亚尼（Orazio Torriani）设计。他在1907年写道：“我在罗马画了宏伟的弧形樓梯和栏杆。在这建筑面前，百万富翁也微不足道。”油画现藏于牛津大学，而铅笔画则藏于哈佛大学。萨金特后来为哈佛大学校长查尔斯·艾略特所作肖像的背景就取材于这间教堂的楼梯。
当时萨金特仍有一定的名气，不少博物馆都急于收藏他的作品。同年，英王爱德华七世欲册封他为爵士，遭他婉拒，原因是他想保留美国国籍。1907年后，萨金特很少再创作肖像画，将大部分时间投入在风景画创作之中。晚年时他曾两次回到美国，其中一次他在当地逗留了两年。
1917年，萨金特完成约翰·D·洛克菲勒的肖像时，不少批评家都当他作昔日的艺术大师，“他的艺术赞助人和后世子孙之间的绝佳大使”。现代主义者对待他的态度比较恶劣，认为他和美国的实际生活以及新兴艺术潮流如立体主义、未来主义脱离联系。
萨金特悄然接受了批评，不过没有改变自己对现代艺术的负面看法。他反驳说：“安格尔、拉斐尔和格雷考就是我所崇拜我所喜爱的人物。”1925年，萨金特在辞世之前为寇松侯爵夫人（Marchioness Curzon）画了最后一幅肖像油画。1936年，柯里爾美术馆（Currier Museum of Art）购入了这件作品。

### 水彩画
萨金特在一生中创作了超过2,000水彩幅画，英国乡村、意大利威尼斯、奥匈提洛、希腊克基拉島、中东、美国蒙大拿、缅因和弗罗里达都是他的题材。每一个地方都刺激了他的灵感。萨金特在释放压力游憩时，也会由朝到晚不断地作画。
他在威尼斯作了数以百计的水彩画，当中有很多幅画都是在贡多拉上面完成的。他的水彩画色彩极其生动，“一切犹如一个梦那样强烈。”萨金特在中东、北非旅行时，则以贝都因人、牧羊人和渔人为题材。晚年时，他在美国缅因、弗罗里达以及西部绘画动物相、植物相以及土著。
萨金特能够透过创作水彩画，重拾早年对自然、建筑、异域人物和崇高山景的兴趣。他晚年的一些作品纯粹是为自己而作的。他以欢快的笔触作画。他画了大量以家人、朋友、花园和喷泉为题材的作品。他在水彩画中开玩笑，为自己的朋友和家人画上具有东方色彩的装束。同他在作品中画上明亮的景观，令色彩可以较为生动，放松自己。他也在水彩画里面进行实验。
他的首个大型水彩画展览在1905年，于伦敦卡尔法克斯画廊举行。1909年，纽约市布鲁克林博物馆又展出了他的86幅水彩作品。
虽然，他在水彩画方面的地位，不及溫斯洛·霍默，但是，学者表示，他对透明和不透明的水彩画技巧都了如指掌。

### 其他作品

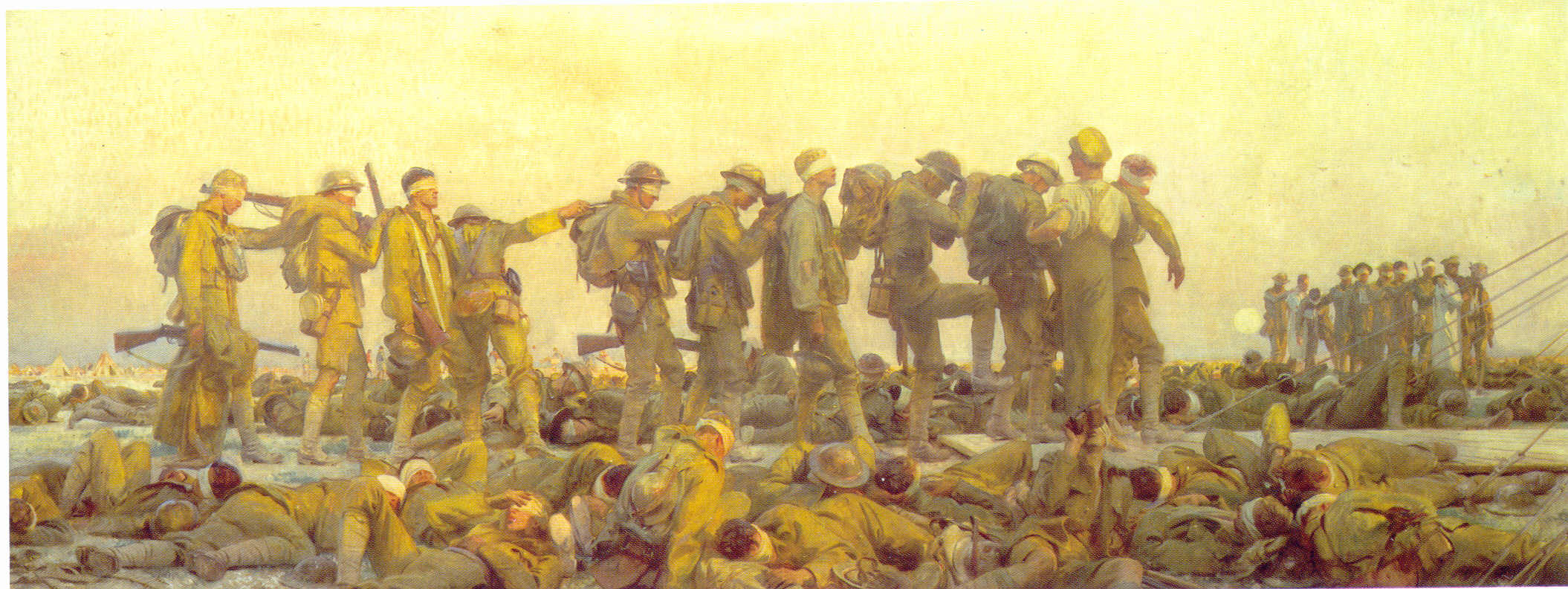
Gassed。绘于1918年，藏于帝国战争博物馆。

萨金特为了满足赞助人的需求，创作了数百幅炭笔速写肖像画。1916年，皇家肖像画家学会（Royal Society of Portrait Painters）展出了他46幅在1890年至1916年间创作的速写画。
萨金特的壁画都位于波士顿、剑桥一带。当中最大的一件作品位于波士顿公共图书馆，作品描绘的是多神教的历史。这件作品是用贴画法固定在墙壁上面的。萨金特用了三十多年创作这件作品，但是，这件作品最终都没有完成。他在创作过程中曾到各地旅游参观，所以他的作品带有各个时期的艺术色彩。
在1895年至1919年间，萨金特都在创作壁画。他想透过壁画展示宗教和社会的进步，他的作品由异教迷信开始，耶稣升天结束，作结的是耶稣在山上布道的。萨金特在1919年所作“基督教堂”（The Church）和“犹太教堂”（The Synaogue）激起了一场有关画家目的的争论，有人认为作品所呈现的是犹太人的刻板印象，甚至是反犹主义思想。他用了中世纪的手法，用人物象征两个不同的宗教。犹太教的象征是盲眼的丑陋魔女，而基督教的象征，则是一个可爱的年轻女子。批评家发表了评论后，波士顿的犹太人感到十分震惊，备受伤害。犹太教在作品中遭到失败，基督教则取得了胜利。部分人因此感到反感。一些波士顿报纸也报道了有关作品的争议，部分人认为作品具有冒犯性。萨金特最终放弃了作品，而争端也因此平息。2003年，波士顿图书馆在修复画作的同时补上了作品未完成的部分。
1918年，他离开美国回到英国后，获政府资讯部（Ministry of Information）委托，创作了多件以一战为题材的作品，包括著名的“Gassed”。

## 晚年
1922年，萨金特与埃德蒙·格里森（Edmund Greacen）、沃尔特·莱顿·克拉克（Walter Leighton Clark）等人一起创办了纽约市大中央艺术画廊（Grand Central Art Galleries）。他在逝世之前都有参与画廊和画廊的附属学校大中央艺术学校（Grand Central School of Art）的工作。画廊在1924年举办了一场萨金特的大型回顧展。1925年4月14日，萨金特在回到英国后因为心脏病逝世。他的墓地位于萨里郡沃金布魯克伍德墓园（Brookwood Cemetery）。
波士顿在1925年举行了一场纪念画展。而伦敦的皇家艺术研究院和泰特美术馆也在次年举行了一场纪念画展。大中央艺术画廊在1928年展出了众多未曾展出的萨金特作品。

## 私人生活
萨金特终身未婚，不过与家人和朋友的关系十分融洽。他的画家朋友包括保罗·凯撒·埃勒、丹尼斯·米勒·邦克（Dennis Miller Bunker）、詹姆斯·卡路尔·贝克威思（James Carroll Beckwith）、埃德温·奥斯汀·阿贝和克劳德·莫奈。萨金特在1905年至1914年期间经常与德·格伦（de Glehn）夫妇一同出游。三人经常在法国、西班牙、意大利渡过夏季，而且，三人都会在旅程中为他人作画。
萨金特在其他领域的朋友包括美裔英国作家亨利·詹姆斯、美国名媛伊莎贝拉·斯图尔特·加德纳和英国君主爱德华七世。

## 批评

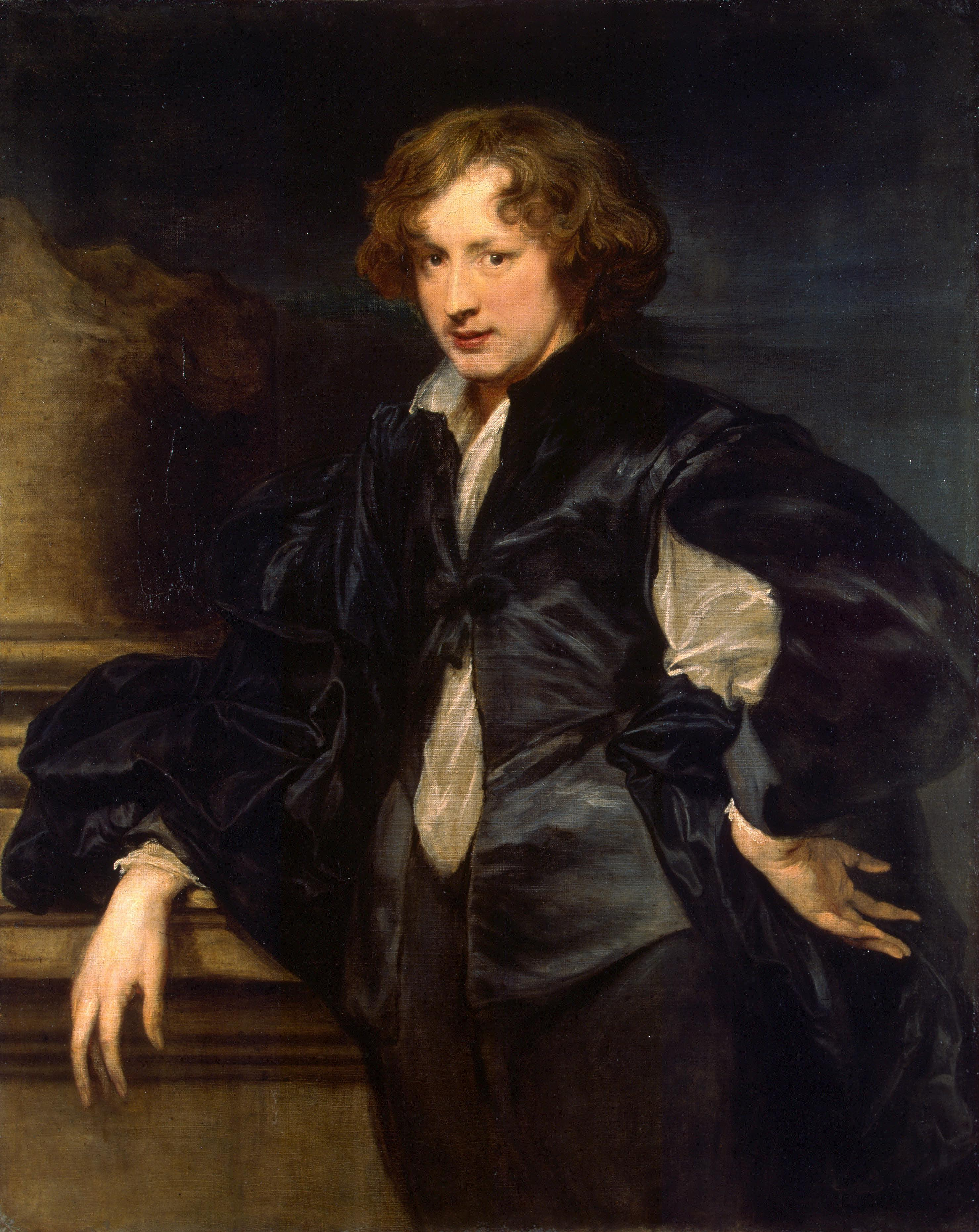
自画像，由安东尼·范·戴克绘于1618年，藏于埃尔米塔日博物馆。

当时，艺术界的集中力都在于印象派、野兽派和立体主义，但萨金特没有随波逐流，仍然坚持自己的现实主义，对委拉斯開茲、安东尼·范·戴克和托馬斯·庚斯博羅的作画技巧，进行了出色的借鉴。他当时的品味诠释古典大师，看似毫不费力，却引领了一股技艺精湛的肖像画潮流。他也由此取得了“当代范·戴克”这个外号。
不过，他还是受到了一些批评。他的同行卡米耶·畢沙羅写道：“他不是一个热爱艺术的人，不过是一个熟練的表演者”，而沃尔特·西克特（Walter Sickert）更写了一篇文章以讽刺他。在他逝世时，公众已经认为他是不合时宜的镀金时代产物，跟不上一战后出现的艺术情操。Elizabeth Prettejohn认为，萨金特的名声衰落是因为一战后欧洲出现了反犹主义浪潮，无法容忍表现犹太人奢华生活的作品。也有学者认为，萨金特在画作里面加入异域成分的做法，就是在19世纪80年代开始，而那时他在为犹太客户作画。
布卢姆茨伯里派的羅傑·弗來（Roger Fry）对萨金特的批评最为猛烈。1926年，他在伦敦萨金特画作回顾展上面指出萨金特的作品缺乏审美素质。劉易斯·芒福德在30年代也声称，他华丽的技巧并不掩盖他空洞的思想和作画时的轻蔑态度。
多年在外生活，使他不够美国化，也是萨金特在美国“正宗”艺术崛起的同时，名声下降的原因。
20世纪50年代，萨金特低迷的名望开始逐步上升。60年代，维多利亚艺术复兴、新学术思潮重新建立了他的地位。不少博物馆都举行了大型的萨金特作品展览。1986年，惠特尼美术馆进行了萨金特回顾展。1999年，波士顿美术馆、华盛顿国家艺廊和伦敦国家美术馆举行了一次萨金特作品巡回展览。

## 延伸阅读
- Herdrich, Stephanie L; Weinberg, H. Barbara. . New York: The Metropolitan Museum of Art. 2000. ISBN 0870999524.
- Adelson, Warren; Gerdts, William H.; Kilmurray, Elaine; Zorzi, Rosella Mamoli; Ormond, Richard; Oustinoff, Elizabeth (2006). Sargent's Venice.  New Haven: Yale University Press.  ISBN 9780300117172.
- Video John Singer Sargent: Secrets of Composition and Design （页面存档备份，存于）, Jason Alster, 2013. Discusses use of Gestalt and design techniques in Sargent's paintings.
- Rubin, S. . New York: The Metropolitan Museum of Art. 1991  [2021-03-15]. ISBN 9780300193787. （原始内容存档于2017-08-03）.
- Corsano, Karen; Williman, Daniel. . Maryland: Rowman & Litchfield. 2014. ISBN 9781442230507.
- Thomas, John. . Wolverhampton: Twin Books. 2017. ISBN 9780993478116.
- Capó, Jr, Julio. . University of North Carolina Press. 2017. ISBN 978-1469635200.